# 素敵な恋の招待券
『すてきな恋の招待券』は、1976年12月21日に発売された、JOHNNYS' ジュニア・スペシャルの2枚目のオリジナルアルバムである。

## 概要
2022年3月時点、未CD化。

## 収録曲
- A面

1. すてきな恋の招待券
作曲：長戸大幸
2. 季節のある窓
3. 白いボタン
作詞・作曲：板野としお
4. 一方通行の恋
作詞・作曲：林正明
5. 天気予報が外れたら
6. 冬物語 
作曲：長戸大幸

- B面

1. 日記帳 （作詞・作曲：林正明）
2. 雨の日に君は
作詞・作曲：畠山昌久
3. お前
作詞・作曲：板野としお
4. 旅立ちの日
5. 明日を夢見て
6. 太陽のあいつ